# ميخائيل غرابوفسكي
ميخائيل يوريفيتش غيرابوفسكي (وُلد في 31 يناير 1984)، هو مدرب هوكي جليد محترف ولاعب سابق من بيلاروسيا، وُلد في ألمانيا. يعمل غيرابوفسكي حالياً كمساعد مدرب لفريق دينامو مينسك في دوري الهوكي القاري. قبل مسيرته التدريبية، لعب غيرابوفسكي في مركز مهاجم وسط في دوري الهوكي الوطني لمدة 10 مواسم.